# 荻野五郎
荻野 五郎（おぎの ごろう、1930年4月20日 - 2024年5月15日）は、日本の経営者。ミネベア社長を務めた。

## 来歴・人物
兵庫県出身。1945年に兵庫県立三輪高等小学校を卒業し、鐘紡での勤務を経て、1962年に日本ミネチュアベアリング(のちのミネベア)に入社。1968年に取締役に就任し、1974年11月に常務、1980年に専務を経て、1987年1月から1999年6月までに社長に就任。
2024年5月15日に老衰のために死去。94歳没。